# 北角 (市镇)
北角，是挪威芬马克郡的市镇，行政中心为洪宁斯沃格，市镇的大多数居民居住于此。市镇面积为925.89平方公里，2023年时人口数量为2,932人，人口密度为每平方公里3.3人。
每年大约有20万游客在夏季的两三个月内造访该市镇。最著名的风景点为北角和邻近的名为克尼夫谢洛登角的另外一个海岬。